# 都里镇
都里乡，是中华人民共和国河南省安陽市安阳县下辖的一个乡镇级行政单位。

## 行政区划
都里乡下辖以下地区：
都里村、东郊口村、东水村、南马辛庄村、北马辛庄村、李珍村、古井村、好井村、南阳城村、许家滩村、盘金脑村、东岭西村、杨家河村、上寺平村和三里湾村。